# Reifenberg

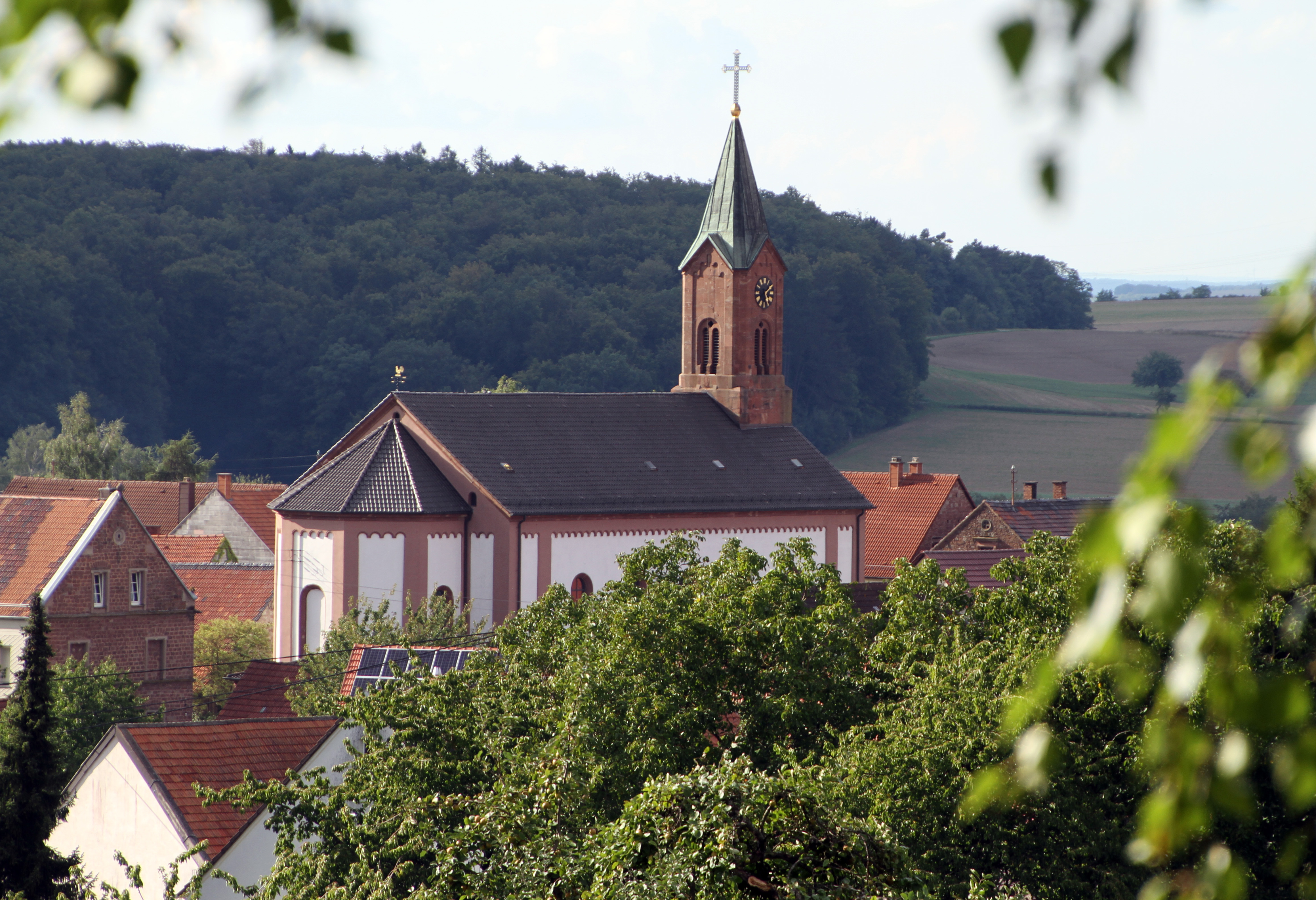
Ortsbild von Reifenberg

Reifenberg ist eine Ortsgemeinde im Landkreis Südwestpfalz in Rheinland-Pfalz. Sie gehört der Verbandsgemeinde Thaleischweiler-Wallhalben an.

## Geographie
Reifenberg liegt auf der Sickinger Höhe auf einem Höhenrücken nördlich des Schwarzbachtals. Der Weiler Stockbornerhof liegt im Westen der Gemarkung am Waldrand. Nördlich des Reifenberger Siedlungsgebiets verläuft der Faltenbach. Nachbargemeinden sind – im Uhrzeigersinn – Schmitshausen, Maßweiler, Rieschweiler-Mühlbach, Contwig, Battweiler und Winterbach.

## Geschichte
Eine Burg bestand mindestens seit Mitte des 13. Jahrhunderts. Der Ort Reifenberg wurde 1447 erstmals erwähnt, als 
Herzog Stephan von Pfalz-Zweibrücken diese und benachbarte Ortschaften von den Grafen von Homburg erwarb. Fortan teilte Reifenberg das Schicksal Pfalz-Zweibrückens. Es ist vermutlich entstanden, als die Bewohner der ehemaligen Dörfer Bettingen, Brenwiler und Kellingen hierher umsiedelten.
Nach der Erbauung des Stockbornerhofs im Jahr 1766 entwickelte sich darum eine kleine Ansiedlung.
Von 1798 bis 1814, als die Pfalz Teil der Französischen Republik (bis 1804) und anschließend Teil des Napoleonischen Kaiserreichs war, war Reifenberg in den Kanton Zweibrücken eingegliedert und unterstand der Mairie Schmittshausen. 1815 wurde der Ort Österreich zugeschlagen. Bereits ein Jahr später wechselte Reifenberg wie die gesamte Pfalz in das Königreich Bayern. Von 1818 bis 1862 gehörte die Gemeinde dem Landkommissariat Zweibrücken an; aus diesem ging das Bezirksamt Zweibrücken hervor.
Ab 1939 war der Ort Bestandteil des Landkreises Zweibrücken. Nach dem Zweiten Weltkrieg wurde Contwig innerhalb der französischen Besatzungszone Teil des damals neu gebildeten Landes Rheinland-Pfalz. Im Zuge der ersten rheinland-pfälzischen Verwaltungsreform wechselte sie 1972 in den Landkreis Pirmasens (ab 1997 Landkreis Südwestpfalz) und wurde im selben Jahr der neugeschaffenen Verbandsgemeinde Thaleischweiler-Fröschen zugeordnet.
Seit 2014 gehört Reifenberg zur Verbandsgemeinde Thaleischweiler-Wallhalben, die durch Zusammenlegung der Verbandsgemeinden Thaleischweiler-Fröschen und Wallhalben entstand.

## Politik

### Gemeinderat
Der Gemeinderat in Reifenberg besteht aus zwölf Ratsmitgliedern, die bei der Kommunalwahl am 9. Juni 2024 in einer Mehrheitswahl gewählt wurden, und dem ehrenamtlichen Ortsbürgermeister als Vorsitzendem. 2004 und 2009 wurden die Ratsmitglieder in einer personalisierten Verhältniswahl gewählt.
Die Sitzverteilung im Gemeinderat:
| Wahl | SPD               | CDU               | FWG               | Gesamt   |
| ---- | ----------------- | ----------------- | ----------------- | -------- |
| 2024 | per Mehrheitswahl | per Mehrheitswahl | per Mehrheitswahl | 12 Sitze |
| 2019 | per Mehrheitswahl | per Mehrheitswahl | per Mehrheitswahl | 12 Sitze |
| 2014 | per Mehrheitswahl | per Mehrheitswahl | per Mehrheitswahl | 12 Sitze |
| 2009 | 3                 | 8                 | 1                 | 12 Sitze |
| 2004 | 2                 | 9                 | 1                 | 12 Sitze |

### Bürgermeister
Pirmin Zimmer (CDU) wurde am 1. August 2019 Ortsbürgermeister von Reifenberg. Bei der Direktwahl am 26. Mai 2019 war er mit einem Stimmenanteil von 51,79 % gewählt worden. Bei der Direktwahl am 9. Juni 2024 wurde er als einziger Bewerber mit 64,0 % für weitere fünf Jahre wiedergewählt.
Zimmers Vorgängerin war Michaela Hüther (CDU), die das Amt 20 Jahre ausübte.

### Wappen
|                       | Wappen |
| Wappen von Reifenberg | Blasonierung: „Von Rot und Schwarz durch eine aufsteigende, eingebogene, von Silber und Blau gerautete Spitze gespalten, rechts ein blau bewehrter und -bezungter silberner Löwe, links ein rotbewehrter und -bezungter goldener Löwe, beide einander zugekehrt.“ |
| Wappen von Reifenberg | Wappenbegründung: Der silberne Löwe entstammt dem Wappen der Grafen von Homburg. Der goldene Löwe und die weiß-blauen Rauten sind dem Wappen der Wittelsbacher entlehnt, dem Herrschergeschlecht von Pfalz-Zweibrücken.                                           |

## Kultur und Sehenswürdigkeiten

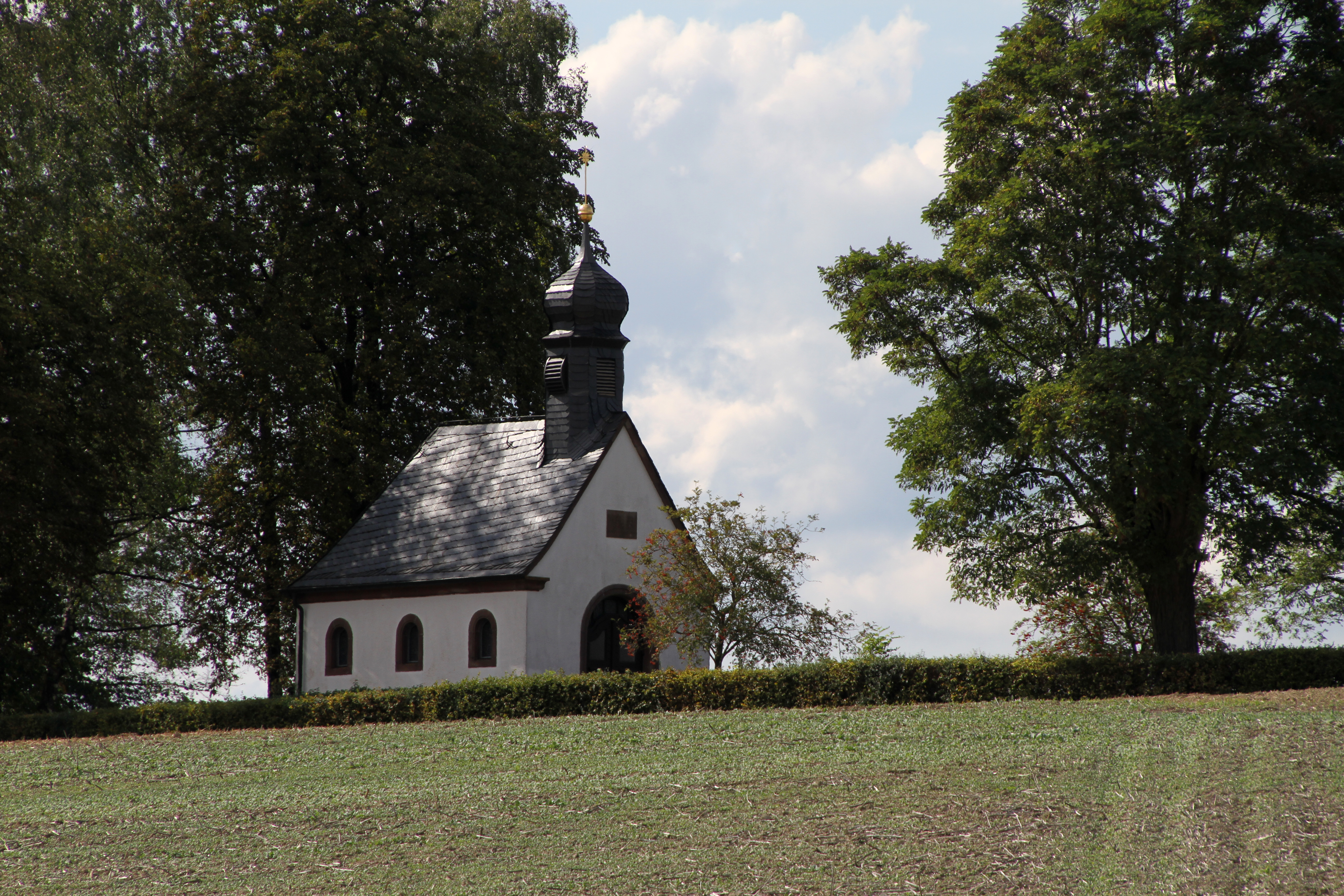
Kriegergedächtniskapelle Häselberg

### Kulturdenkmäler
Vor Ort befinden sich insgesamt sechs Objekte, die unter Denkmalschutz stehen, darunter die 1925 erbaute Kriegergedächtniskapelle. Letztere fungiert aufgrund ihrer als malerisch empfundenen Lage auf dem Häselberg häufig als Fotomotiv und zierte bereits mehrfach Kalenderblätter.

### Natur
Innerhalb der Gemeindegemarkung existieren drei Naturdenkmale.

### Veranstaltungen
Großer Beliebtheit erfreute sich das Dorffest in Reifenberg, das bis 2014 jedes Jahr am zweiten Wochenende im August stattfand; seit 2015 wurde dies durch das inoffizielle, verkleinerte Sommerfest am selben Wochenende ersetzt.
Das Reifenberger Sportheim wird für gesellige Veranstaltungen genutzt.

## Wirtschaft und Infrastruktur

### Wirtschaft
Die in Maßweiler ansässige Kneispermühle versorgte unter anderem Reifenberg. Vor Ort existierte einst die Raiffeisenkasse Reifenberg eGmbH, die 1973 mit der Raiffeisenbank Zweibrücken -Stadt und Land- eGmbH fusionierte und über den Umweg mehrerer weiterer Fusionen in der heutigen VR-Bank Südwestpfalz Pirmasens-Zweibrücken aufging. Der Stockbornerhof selbst mit seiner Gaststätte ist ein Ausflugsziel.

### Verkehr
Durch Reifenberg verläuft die Kreisstraße 76. Die Pottschütthöhe mit einem Luftlandeplatz, der dem Aero-Club Pirmasens gehört, liegt zwei Kilometer südöstlich des Ortes auf der Gemarkung der Nachbargemeinde Rieschweiler-Mühlbach südlich des Stockbornerhofs.

### Tourismus
Über den Auerbacher Berg zieht sich ein Wanderweg Richtung Zweibrücken mit mehreren Abzweigungen in Seitentäler. Im äußersten Norden der Gemarkung verlaufen der Fernwanderweg Saar-Rhein-Main und mit der Südwestpfalz-Tour ein Radweg.